# Deficit adheze leukocytů 1
Deficit adheze leukocytů-1 (z angličtiny leukocyte adhesion deficiency-1 LAD1) je vzácná a často smrtelná genetická porucha u lidí.
Defekt migrace leukocytů, především fagocytických buněk mimo krevní cévy k místům poranění a zánětu, způsobuje těžké imunitní poruchy. Deficity v molekulách, které zprostředkovávají vystoupení do tkání u neutrofilů, makrofágů a dalších imunitních buněk souhrnně popisují spektrum klinických příznaků jako deficit adheze leukocytů. Defektní mutace v β2 podjednotce leukocytárních integrinů CD18 neumožňují extravazaci leukocytů na místo určení, jelikož snižuje schopnost buněk adherovat na endotel cév. Protože jde o první popsaný typ leukocytárního deficitu adheze je nazýván LAD-1. Jedná se o nejčastější formu. Ještě existují LAD-2 (absence E-selektinů) a LAD-3 (poruchy v β1, 2 a 3 integrinech), které rovněž ovlivňují adhezivitu buněk.

## Příznaky
Hlavním příznakem onemocnění jsou život ohrožující, opakující se bakteriální nebo plísňové infekce měkkých tkání. Takové infekce jsou často zjevné již při narození a mohou se šířit celým tělem. Omfalitida (infekce pupku spojené se zarudnutím a hnisavým výtokem) je jedním z nejčastějších projevů krátce po narození společně s opožděným oddělením pupečníkové šňůry. Mezi další projevy patří periodontální onemocnění, zvýšené počty neutrofilů a zhoršené hojení ran. Během akutní infekce tak počty neutrofilů v krvi mohou dosahovat až 100 000/ml, přičemž fyziologické hodnoty se pohybují maximálně do 10 000 buněk/ml. Na druhou stranu ale nezvyšuje náchylnost vůči virovým infekcím ani k rakovině. Aktivita NK buněk také není nijak narušena. Pacienti reagují na infekci horečkou, zánětlivé reakce naopak neprobíhají.
Nejčastějšími infikujícími patogeny jsou Staphylococcus aureus a gram negativní bakterie Pseudomonas aeruginosa.
Jelikož tělo nereaguje zánětlivou imunitní odpovědí, netvoří se hnis, což se zařazuje jako další významný příznak LAD-1, vedle absence neutrofilů v poškozené tkáni.

## Mechanismus
LAD1 je způsoben mutacemi v genu ITGB2, který podléhá autosomálně recesivní dědičnosti. Tento gen kóduje CD18, společnou integrinovou β2 podjednotku, na chromosomu 21. Protein je přítomný v několika povrchových receptorových komplexech nacházejících se na bílých krvinkách, včetně antigenu 1 spojeného s funkcí lymfocytů (z angličtiny lymphocyte function-associated antigen 1 LFA-1), který páruje s CD11a, receptoru komplementu 3 (CR-3, mac1 z angličtiny macrophage 1 antigen) v komplexu s CD11b a receptoru komplementu 4 (CR-4) párujícím s CD11c. Buňky tak syntetizují normální prekurzor pro α podjednotku integrinového receptoru, který ale nikdy není exprimován na buněčném povrchu. Nejspíše je degradován v cytoplasmě v důsledku absence podjednotky β. Chybějící integrin pak neplní svoji důležitou úlohu při buněčné adhezní kaskádě. Konkrétně následkem defektu v LFA-1 neutrofily nejsou schopny adherovat nebo migrovat z krevních cév, jejich množství v krvi tak může být zvýšené. Rovněž zhoršuje interakci imunitních buněk, imunitní rozpoznávání a cytotoxické reakce CD8 T-lymfocytů. Nedostatek CR3 pak interferuje s chemotaxí, fagocytózou a respiračním vzplanutím.

### Mutace
V genu pro CD18 byly identifikovány různé mutace: delece, substituce, posunové mutace čtecího rámce, mutace v intronech nebo zkracující mutace. Všechny zmíněné odchylky způsobují buď produkci nefunkčního proteinu, jeho zkrácené formy nebo celkovou absenci podjednotky v leukocytech. Následky stupně poškození CD18 pak přímo souvisí s klinickými projevy a tudíž i vážností onemocnění. V tomto směru bylo určeno na 20 různých rozhodujících mutací. Mnoho z oněch mutací se nachází v exonu 9, který kóduje konzervovanou sekvenci 241 aminokyselin. Doména přepisována z exonu 9 má nejspíše esenciální roli v syntéze β podjednotky a také zprostředkovává interakci mezi integrinovými α a β podjednotkami.

## Diagnóza
Ve většině případů je diagnóza prováděna na základě klinických symptomů a výrazné leukocytózy. Deficience v CD18 pak může být potvrzena vyšetřením pomocí monoklonálních protilátek s využitím průtokové cytometrie. Lze také určit konkrétní mutace, čehož je možné využít při genetickém poradenství a prenatální diagnostice.

### Formy
Existují dvě hlavní formy LAD-1 a to závažná a střední až mírná, rozdělené v závislosti na množství neutrofilů exprimujících CD18 v těle. U závažné formy se nenacházejí téměř žádné takové neutrofily, kritérium je méně než 2%. Pacienti trpí již dříve zmíněnými život ohrožujícími infekcemi již od útlého dětství. U střední až mírné formy se množství neutrofilů pozitivních pro CD18 pohybuje mezi 2-30% celkového množství.

## Léčba
Jednou z možností léčby je alogenní transplantace kostní dřeně, prováděna zejména u závažné formy LAD-1, která se postupně stává ve věku 2 let již fatální. Transplantát obsahuje hematopoetické kmenové buňky, které dokáží doplnit a obnovit krvetvorbu funkčními leukocyty. Celkové přežití po transplantaci činí 75%, komplikace zahrnují odmítnutí štěpu hostitelem nebo reakci štěpu proti hostiteli. U mírné formy je dostačující včasné podávání antibiotik během infekcí, případně k zaléčení periodontitidy je možné využít Ustekinumab - monoklonální protilátky proti p40 podjednotce u IL-12 a IL-23. Protože byl gen CD18 naklonován a osekvenován, je toto onemocnění potenciálním kandidátem pro genovou terapii, která však zatím u lidí nebyla úspěšně provedena. Další možností je také transplantace pupečníkové krve.
Vedle medicínské terapie je pro léčbu důležitý i tým profesionálů, kteří na nemocné dítě dohlížejí - speciálně vyškolená zdravotní sestra, pediatr, genetik, klinický imunolog a specialista na infekční onemocnění. Pro rodiče je pak vhodné využít psychologické podpory.

## Epidemiologie
K roku 2012 byl LAD-1 zaznamenán celosvětově u zhruba 300 dětí. Jedná se o vzácnou poruchu, postihuje 1 z milionů novorozenců ročně. Mortalita u závažné formy je v 75% případů do dvou let věku. U mírné formy mortalita přesahuje 50% ve věku 40 let.